# Kaczory (Srokowo)
Kaczory (deutsch Fürstenwalde) ist eine Ortschaft in der polnischen Woiwodschaft Ermland-Masuren innerhalb der Gmina Srokowo (Landgemeinde Drengfurth) im Powiat Kętrzyński (Kreis Rastenburg).

## Geographische Lage
Kaczory liegt in der nördlichen Mitte der Woiwodschaft Ermland-Masuren, 21 Kilometer nordöstlich der Kreisstadt Kętrzyn (deutsch Rastenburg).

## Geschichte
Fürstenwalde bestand ursprünglich lediglich aus einem großen Hof. Im Jahre 1854 wurde es gegründet. Im „Amtsblatt der königlichen preußischen Regierung zu Königsberg, 1854, No. 33 Verordnung No. 181“ hieß es dazu unter dem Datum des 7. August 1854: Dem in den Grenzen der Dorfschaft Fürstenau, Kreises Rastenburg, neu entstandenen Abbau ist der Name Fürstenwalde beigelegt. Bis 1945 war Fürstenwalde ein Wohnplatz in der Gemeinde  Fürstenau (polnisch Leśniewo) im ostpreußischen Kreis Rastenburg. 1885 zählte er 25, 1905 nur noch 9 Einwohner.
In Kriegsfolge kam 1945 das gesamte südliche Ostpreußen und mit ihm auch Fürstenwalde zu Polen. Der kleine Ort erhielt die polnische Namensform „Kaczory“ und ist heute „część wsi Leśniewo“ („ein Teil des Dorfes Leśniewo“) ohne eigenständige Funktion. Als solches ist es in die Gmina Srokowo (Drengfurth) im Powiat Kętrzyński (Kreis Rastenburg) eingegliedert, bis 1998 der Woiwodschaft Olsztyn, seither der Woiwodschaft Ermland-Masuren zugehörig.

## Kirche
Bis 1945 war Fürstenwalde in die evangelische Pfarrkirche Drengfurth in der Kirchenprovinz Ostpreußen der Kirche der Altpreußischen Union sowie in die katholische Pfarrei Rastenburg mit der Filialkapelle Drengfurth eingepfarrt.
Heute gehört Kaczory katholischerseits zur Pfarrei Srokowo im Erzbistum Ermland, evangelischerseits zur Kirche Srokowo, die heute Filialkirche der Johanneskirche Kętrzyn in der Diözese Masuren der Evangelisch-Augsburgischen Kirche in Polen ist.

## Verkehr
Kaczory liegt an einer Nebenstraße, die von der Woiwodschaftsstraße 650 unweit Leśniewos (Fürstenau) abzweigt und bis nach Kamień (Stein) – bereits in der Nachbargemeinde Węgorzewo (Angerburg) gelegen – führt. Eine Anbindung an den Bahnverkehr besteht nicht.